# Школьников, Ефим Александрович
Ефим Александрович Школьников — советский боксёр, серебряный призёр чемпионата СССР в наилегчайшей весовой категории, мастер спорта СССР (1947), Заслуженный тренер РСФСР (1974). Увлёкся боксом в 1933 году. Выступал за «Спартак» (Украинская ССР). Работал тренером в Ростове-на-Дону. Наставник чемпиона Европы Виктора Ульянича.
Участник Великой Отечественной войны.

## Спортивные результаты
- Чемпионат СССР по боксу 1947 года — .

## Награды
- Орден Отечественной войны II степени;
- Орден Красной Звезды;
- Медаль «За отвагу»;